# George Hupp
George Hupp (California, 1906 – ...) è stato un attore statunitense, attivo come attore bambino nel cinema muto statunitense dal 1916 al 1919 (tra i 10 e 13 anni d'età).

## Biografia
George Hupp nasce in California nel 1906. Tra il 1916 e il 1919 ha una breve ma intensa carriera come attore bambino prendendo parte con ruoli accreditati a 12 pellicole. Avendo dimostrato nei cortometraggi di poter affrontare con disinvoltura anche ruoli impegnativi, viene utilizzato in diversi lungometraggi. Recita in genere in ruoli di supporto o assieme ad altri attori bambini del tempo come Zoe Rae, Gordon Griffith, Chandler House, Clara Horton, Elizabeth Janes, Irma Sorter, Raymond Lee e Roy Clark. In Little Orphant Annie (1918) è - con Doris Baker, Baby Lillian Wade, Ben Alexander e Billy Jacobs - parte del gruppo di orfanelli che interagisce con la giovane attrice protagonista in ruolo di bambina (qui Colleen Moore), secondo uno schema reso popolare da Mary Pickford. 
Ritiratosi dall'attività attoriale, non si hanno di lui altre notizie biografiche.

## Filmografia
Quando manca il nome del regista, questo non viene riportato nei titoli

### Cortometraggi
- Pie, regia di Lule Warrenton (1916)
- Us Kids, regia di Lule Warrenton (1916)
- Irma in Wonderland (1916)
- Sinbad, the Sailor, regia di Norman Dawn (1919)

### Lungometraggi
- Naked Hearts, regia di Rupert Julian (1916)
- The Little Orphan, regia di Jack Conway (1917)
- The Plow Woman, regia di Charles Swickard (1917)
- Paradise Garden, regia di Fred J. Balshofer (1917)
- The Cricket, regia di Elsie Jane Wilson (1917)
- The Kaiser, the Beast of Berlin, regia di Rupert Julian (1918)
- The Lure of Luxury, regia di Elsie Jane Wilson (1918)
- Little Orphant Annie, regia di Colin Campbell (1918)